# Nguéniène
Nguéniène ist eine Gemeinde (commune) im Département Mbour der Region Thiès, gelegen im zentralen Westen Senegals. Sie besteht aus dem namensgebenden Hauptort (chef-lieu) sowie weiteren Dörfern (villages) und Weilern (hameaux).

## Geographische Lage
Die Gemeinde Nguéniène liegt im Hinterland der Petite-Côte, hat aber mit den Badeorten Mbodiène und  Ngazobil auch einen neun Kilometer langen Küstenabschnitt. Der Hauptort liegt 19 Kilometer östlich der Départementspräfektur Mbour und 77 km südöstlich der Hauptstadt Dakar. Das Gemeindegebiet hat eine Fläche von 328,10 km². Benachbarte Kommunen sind im Uhrzeigersinn Malicounda im Westen, Sandiara und Séssène im Norden, Tattaguine, Loul Sessène, Djilasse im Osten und im Süden Fimela, Palmarin Facao und Joal-Fadiouth.

## Geschichte
Das Dorf Nguéniène war seit 1972 Hauptort einer Landgemeinde (communauté rurale), die 2014 mit allen Landgemeinden Senegals den Status einer Gemeinde (commune) erhielt.
Im Jahr 2018 wurden Pläne bekannt, dass Investoren nördlich des Badeorts Mbodiène eine Stadt namens Akon City errichten wollten. Im Januar 2020 gab die Regierung Senegals ihre Zustimmung zu dem Projekt. Die groß angekündigten Pläne kamen aber, nicht zuletzt pandemiebedingt, ins Stocken. Die an dem Vorhaben beteiligte Société d'Aménagement et de Promotion des Côtes et zones touristique du Sénégal (SAPCO) warnte im Juni 2024 vor dem Scheitern. Anfang Juli 2025 gab SAPCO bekannt, dass das Projekt aufgegeben worden sei. Verwirklicht wurde lediglich die Baustelle eines „Akon City Welcome Center“.

## Bevölkerung
Die letzten Volkszählungen ergaben jeweils folgende Einwohnerzahlen:
| Jahr | Einwohner |
| ---- | --------- |
| 2002 | 28.917    |
| 2013 | 34.481    |
| 2023 | 48.977    |

## Verkehr
Die Gemeinde Nguéniène wird nicht von dem Fernstraßennetz Senegals erschlossen. Von der N 1 zweigt bei Thiadiaye eine 30 Kilometer lange asphaltierte Stichstraße Richtung Südwesten ab, die auf dem Weg nach Joal-Fadiouth nach 17 Kilometern durch den Hauptort führt. Auch die Badeorte an der Küste sind durch eine asphaltierte Straße miteinander verbunden.